# Завод за трансфузију крви Ниш
| Завод за трансфузију крви Ниш |                                                                                           |
|                               |                                                                                           |
| Назив                         | Завод за трансфузију крви Ниш                                                             |
|                               |                                                                                           |
| Основан                       | 1945.                                                                                     |
| Земља                         | Социјалистичка Федеративна Република Југославија · Савезна Република Југославија · Србија |
| Директор                      | в.д. др мед Весна Кнежевић, спец. трансфузиолог                                           |
| Седиште                       | Ниш (Србија)                                                                              |
| Адреса                        | Булевар др Зорана Ђинђића 48                                                              |
| Сајт                          | http://www.transfuzijanis.rs/                                                             |

Завод за трансфузију крви Ниш је једна од пет специјализованих установа у систему здравства Републике Србије одговорна за прикупљање и дистрибуцију крви и водећа установа из ове области за регион јужне и источне Србије.

## Историја
Претеча Завода за трансфузију крви Ниш био је новоосновани Кабинет за трансфузију крви у Нишу у оквиру Војне болнице Ниш основан одмах после Другог светског рата. Кабинет је  формиран  1945. године, да би четири године касније 1949. године по одлуци тадашњег управник Градске болнице у Нишу др Брила, била основана једна трансфузијска лабораторија – у склопу градске лабораторије. Када је централна болничка лабораторија пресељена у зграду дечијег хируршког одељења, трансфузија је добила одговарајуће просторије и услове за за рад и оснивање кабинета за трансфузију.
Кабинет за трансфузију је 1961. године прераста у станицу за трансфузију крви, у оквиру које је почео да се развија нови савременији и организован приступ добровољним даваоцима крви на принципима плаћеног и породичног давалаштва.
Нова организација службе која је уведана је 1966. године са собом је донела нова задужења и нове лабораторијске анализе и савременији рада у области трансфузиологије. Организују се састанци са руководиоцима радних организација, држе предавања о значају трансфузије крви, и уводе нове методе (хемостаза крви, времена крварења, време коагулације крви, протромбинско време, метода Луес, утврђивање очинства, рад на пренаталној заштити, титар АБО и Рх система (антитела), крвне групе новорођенчади, припремање крви за ексангвинотрансфузије новородјене деце).
Како је Станица за трансфузију крви непрстано ишла у корак са развојем свих грана медицине, а посебно хирургије и гинекологије, постало је неопходно обезбедити веће количине крви за рад тих служби, а то је са собом донело и обимнију организацију рада на терену у читавом нишком региону у коме се крв скупљала од све већег броја добровољних давалаца. Организација послова, пораст броја запослених резултовао је и потребом за све већим простором и новим кадровима.
Станица прераста у Завод за трансфузију крви 1. јула 1971. године,  и пресељава се у нове просторије где се и данас налази. У то време постоје следеће организационе целине;
- одељење крвних група,
- одељење имунохематологије,
- одељење пропаганде,
- рачуноводство.

Како се служба у Заводу с краја 20. века све више ширила у свим областима рада, уведене су и нове методе сепарације крви и крвних продуката, почиње примена пластичних система и кеса за узимање крви, долази до увођења кућних и амбулантних трансфузија, формира се бокс за стерилизацију и сепарацију крви и примену компоненти крви.
Са већим обавезама раста и број запослених у Заводу, јер се његова надлежност обухватаи цео Нишки регион који броји 16 општина.

### Завод данас
Данас је Завод прерастао у велику стручну установу, чији рад је заснован на трансфузиологији као високо специјализованој грани медицине и на научним основама, која подразумевају безбедно и савремено лечење болесника у свим гранама медицине, који сарађује са свим службама, станицама и кабинетима за трансфузију широм Републике Србије.
У оквиру Пројекта Помоћи Европске Агенције за реконструкцију Националној служби трансфузије крви у Србији који је почео децембра 2002. године, настаје велики преокрет у развоју службе трансфузије у Нишу. Направљена је нова зграда Завода за трансфузију крви Ниш по савременим стандардима овог доба, набављена нова компјутеризована опрема за Завод, појачан возни парк са новим комби возилима, набављена нова апаратура – опрема – за потребе службе.  У реконструкцију овог завода уложено је приближно милион евра, од чега 445 хиљада евра за реконструкцију зграде, 468 хиљада евра за медицинску опрему и 87,5 хиљада евра за возила.

## Делатност
Завод обавља следеће здравствене делатности у складу са Закона о здравственој заштити, и то:
- врши прикупљање и прераду крви од добровољних давалаца;
- прати и проучава стање у области трансфузиологије;
- предлаже и спроводи мере за унапређивање добровољног давалаштва крви и службе трансфузије крви и обезбеђује потребне количине крви и продуката од крви за редовно лечење оболелих и повређених и ствара неопходне резерве за потребе у рату, у случају елементарних и других већих непогода и других ванредних прилика, у складу са законом и програмом прикупљања резерви крви.

## Организација

### Менаџмент
Менаџмент Завода чине:
- Директор,
- Управни одбор, који има пет чланова од којих су два из реда запослених у Заводу.
- Надзорни одбор, који има три члана од којих је један из реда запослених у Заводу.

### Организационе јединице
У Заводу данас постоје четири организационе јединице, и то:
1. Организациона јединица за прикупљање, обраду, прераду и дистрибуцију крви и продуката од крви
- Одсек за организацију прикупљања крви —  врши пријем добровољних давалаца крви у Заводу и на терену, обавља здравствене прегледе добровољних давалаца крви, врши колекцију и конзервацију крви, врши планирање и организовање акција прикупљања крви, учествује у мотивацији становништва за давање крви, припреми пропагандног материјала и предавања о давалаштву крви, сарађује са средствима јавног информисања у обавештавању јавности из области давалаштва крви, сарађује са организацијом Црвеног крста, предузећима, установама и свим другим организацијама на мотивацији становништва за добровољно давање крви, припрема даваоце за прикупљање крвних састојака путем аферезних поступака и изводи донорске аферезе, изводи програм аутологног прикупљања крви и крвних продуката, води прописану медицинску документацију, унос података о даваоцима крви на терену и у Заводу, води компјутерску евиденцију даваоца крви, издаје књижице даваоца крви, потврде о давању крви, припрема извештаје о броју даваоца крви и другим подацима о давалаштву за потребе Завода и других организација, пријем давалаца крви у Заводу и на терену.[2]
- Одсек за колекцију крви
- Одсек за дијагностику и терапију поремећаја хемостазе

2. Организациона јединица за пружање дијагностичких и терапијских услуга
- Одсек крвних група
- Одсек пренаталне заштите
- Одсек типизације ткива
- Одсек за трансмисивне болести

3. Организациона јединица за припрему продуката од крви, инфузионих раствора и дрих медицинских и дијагностичких средстава
- Одсек за производњу компоненти и деривата крви
- Одсек за примену тест серума и контролу квалитета препарата крви
- Одсек терапијских афереза и амбулантних трансфузија

4. Организациона јединица немедицинске делатности
За рад одељења одговоран је начелник, за одсеке – шефови одсека, а за рад средњемедицинског кадра одговоран је главни техничар Завода.